# Das Mädchen auf der Treppe
Das Mädchen Auf Der Treppe es la tercera banda sonora compuesta por el grupo alemán de música electrónica Tangerine Dream. Publicada en 1982 por el sello Virgin se trata de la música compuesta para la serie de televisión políciaca Tatort.

## Producción
El 27 de junio de 1982 una remezcla de la canción titular del álbum de estudio White Eagle (1982) fue seleccionada como banda sonora de uno de los episodios de la exitosa serie de televisión transmitida desde 1970 Tatort.
Posteriormente se publicó un sencillo con dos canciones que más tarde se amplió a una edición con cuatro canciones con la que entró en la lista de las 20 canciones más vendidas de Alemania. Si bien el tema titular «Das Mädchen Auf Der Treppe» era una remezcla el resto de las canciones son composiciones originales. En 1997 se publicó una nueva versión remezclada, que se distribuyó entre periodistas y emisoras de radio, con motivo de la serie de conciertos que el grupo ofreció por Alemania.

## Lista de canciones
| N.º   | Título                       | Escritor(es)                                         | Duración |  |
| 1.    | «Das Mädchen auf der Treppe» | Edgar Froese Johannes Schmoelling Christopher Franke | 3:50     |  |
| 2.    | «Flock»                      | Edgar Froese Johannes Schmoelling Christopher Franke | 2:28     |  |
| 3.    | «Katja»                      | Edgar Froese Johannes Schmoelling Christopher Franke | 3:01     |  |
| 4.    | «Speed»                      | Edgar Froese Johannes Schmoelling Christopher Franke | 2:37     |  |
| 11:56 |                              |                                                      |          |  |

## Personal
- Christopher Franke - interpretación, ingeniería de grabación y producción
- Edgar Froese - interpretación, ingeniería de grabación y producción
- Johannes Schmoelling - interpretación, ingeniería de grabación y producción